# Samba (distrikt)
Samba är ett distrikt i Indien.   Det ligger i unionsterritoriet Jammu och Kashmir, i den norra delen av landet, 500 km norr om huvudstaden New Delhi.